# Biotin
Biotin u organizmu igra centralnu ulogu u metabolizmu ugljikohidrata, aminokiselina i masti. Dio je enzimskog sustava koji povezuje izgradnju i razgradnju spomenutih biomolekula, izvora energije u stanicama. Naime, biotin je prijenosnik karboksilne skupine tj, ugljičnog dioksida (hidrogenkarbonata), važan u svim karboksilacijama u intermedijarnom metabolizmu. 
Pivski kvasac, iznutrice, piletina, kruh, riba, žumanjak, banane, gljive te neke vrste povrća kao što su cvjetača i mrkva predstavljaju dobar izvor biotina.
Nije poznata avitaminoza zbog slabe prehrane jer se biotin stvara u crijevima pod utjecajem crijevne flore. Samo u slučajevima teškog oštećenja crijevne flore ili konzumacije sirovog bjelanjka (koji sadrži antimetabolit biotina - avidin) može doći do razvoja nedostatka biotina. On se očituje kroz dermatitis, atrofični glositis, bolove u mišićima, anoreksiju, blagu anemiju i promjene u EEG-u.
Biotin može pomoći u slučajevima gastrektomije, seboroičnog dermatitisa kod male djece i primjene avidina. Nije uputno pokušavati liječiti akne, seboreični ekcem i alopeciju uzimanjem pripravaka na bazi biotina.